# 旧屋基彝族乡
旧屋基彝族乡是中华人民共和国云南省曲靖市罗平县下辖的一个民族乡。

## 行政区划
旧屋基彝族乡下辖以下村级行政区划单位：
旧屋基社区、法湾村、老寨村、小新寨村、木星村、安木勒村和地安村。